# العلاقات الإندونيسية السورية
العلاقات الإندونيسية السورية هي العلاقات الثنائية التي تجمع بين إندونيسيا وسوريا.

## مقارنة بين البلدين
هذه مقارنة عامة ومرجعية للدولتين:
| وجه المقارنة                                              | إندونيسيا         | سوريا                    |
| --------------------------------------------------------- | ----------------- | ------------------------ |
| المساحة (كم2)                                             | 1.90 مليون        | 185.18 ألف               |
| عدد السكان (نسمة)                                         | 263.99 مليون      | 18.27 مليون              |
| الكثافة السكانية (ن./كم²)                                 | 138.94            | 98.66                    |
| العاصمة                                                   | جاكرتا            | دمشق                     |
| اللغة الرسمية                                             | اللغة الإندونيسية | اللغة العربية            |
| العملة                                                    | روبية إندونيسية   | ليرة سورية               |
| الناتج المحلي الإجمالي (بليون دولار)                      | 1.02 تريليون      | 60.20 مليار              |
| الناتج المحلي الإجمالي (تعادل القوة الشرائية) بليون دولار | 2.85 تريليون      |                          |
| الناتج المحلي الإجمالي الاسمي للفرد دولار أمريكي          | 3.35 ألف          |                          |
| الناتج المحلي الإجمالي للفرد دولار أمريكي                 | 10.52 ألف         |                          |
| مؤشر التنمية البشرية                                      | 0.684             | 0.594                    |
| رمز المكالمات الدولي                                      | +62               | +963                     |
| رمز الإنترنت                                              | .id               | .sy                      |
| المنطقة الزمنية                                           |                   | ت ع م+02:00، ت ع م+03:00 |

## منظمات دولية مشتركة
يشترك البلدان في عضوية مجموعة من المنظمات الدولية، منها:
| علم المنظمة | اسم المنظمة                               | تاريخ انضمام إندونيسيا | تاريخ انضمام سوريا |
| ----------- | ----------------------------------------- | ---------------------- | ------------------ |
|             | مؤسسة التنمية الدولية                     | 20 أغسطس 1968          | 28 يونيو 1962      |
|             | يونسكو                                    | 27 مايو 1950           | 16 نوفمبر 1946     |
|             | وكالة ضمان الاستثمار متعدد الأطراف        | 12 أبريل 1988          | 14 مايو 2002       |
|             | الأمم المتحدة                             | 28 سبتمبر 1950         | 24 أكتوبر 1945     |
|             | الاتحاد البريدي العالمي                   | ?                      | ?                  |
|             | البنك الدولي للإنشاء والتعمير             | 13 أبريل 1967          | 10 أبريل 1947      |
|             | المنظمة الهيدروغرافية الدولية             | ?                      | ?                  |
|             | منظمة التعاون الإسلامي                    | ?                      | 1972               |
|             | منظمة حظر الأسلحة الكيميائية              | ?                      | ?                  |
|             | الاتحاد الدولي للاتصالات                  | 1949                   | 12 يناير 1924      |
|             | مؤسسة التمويل الدولية                     | 23 أبريل 1968          | 28 يونيو 1962      |
|             | المركز الدولي لتسوية المنازعات الاستشارية | 28 أكتوبر 1968         | 24 فبراير 2006     |
|             | منظمة الشرطة الجنائية الدولية             | 5 أكتوبر 1954          | ?                  |

## أعلام
هذه قائمة لبعض الشخصيات التي تربطها علاقات بالبلدين:
- بشار جعفري (دبلوماسي سوري، 14 أبريل 1956 – )
- صباح قباني (5 يونيو 1928 – 2015)
- محمد مزمل بسيوني (دبلوماسي إندونيسي، 7 أكتوبر 1947 – )

## وصلات خارجية
- موقع وزارة الخارجية الإندونيسية